# 马里奥·马查多

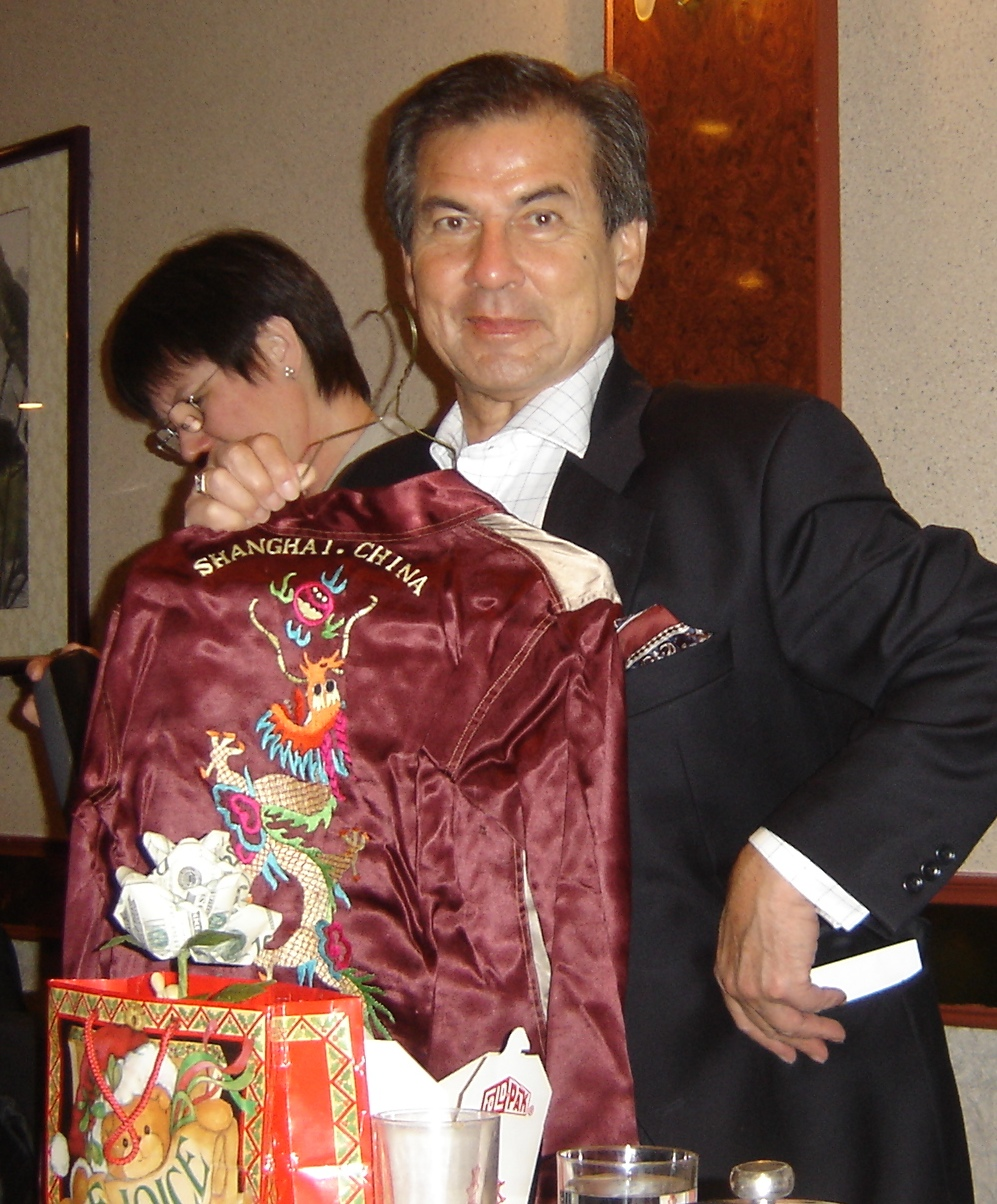
2005年70岁生日时的马查多

马里奥·马查多（英語：Mario Machado，1935年4月22日—2013年5月4日），美国新闻主播、演员。

## 生平
马查多出生于中国上海，其父亲时任葡萄牙驻沪副领事，母亲则是一位华葡混血的家庭主妇。他早年曾就读于上海汉璧礼蒙童养学堂、圣芳济书院等校。他于1956年移居美国西雅图并于1965年成为美国公民。
马查多于1967年起担任新闻播报员，1970年加入洛杉矶夜间新闻节目《大新闻》（The Big News），这也使他成为了洛杉矶首位亚裔新闻主播。在其职业生涯中，他曾八次夺得艾美奖。曾是足球运动员的马查多还担任过国际足联世界杯、北美足球联赛等赛事的评论员。此外马查多也是一名演员，曾出演过《机械战警》、《疤面煞星》等影片。
2013年5月4日，马查多在洛杉矶逝世，终年78岁。